# أندراز كيرم
أندراز كيرم (بالإيطالية: Andraž Kirm) (مواليد 6 سبتمبر 1984 في لوبلانا) لاعب كرة قدم سلوفيني يلعب حاليا لصالح نادي فيسلا كراكوف البولندي .

## روابط خارجية
- أندراز كيرم على موقع الاتحاد الدولي (مؤرشف)  (الإنجليزية)
- أندراز كيرم على موقع قاعدة بيانات كرة القدم.إي يو (الإنجليزية)
- أندراز كيرم على موقع ناشيونال فوتبول تيمز (الإنجليزية)
- أندراز كيرم على موقع عالم كرة القدم.نت (الإنجليزية)